# Иванов, Фёдор Фёдорович (1841)
Фёдор Фёдорович Иванов (26 апреля [8 мая] 1841 — 27 сентября [10 октября] 1914) — русский юрист, сенатор.

## Биография
По окончании Императорского училища правоведения 17 августа 1860 поступил на службу в Сенат. В 1860—1862 годах состоял при канцелярии I отделения 5-го департамента Сената, в 1862—1865 годах был мировым посредником 4-го участка Бежицкого уезда Тверской губернии. В 1865—1866 годах состоящий при департаменте Министерства юстиции и казенных дел стряпчий Новгородской губернии, в 1866—1870 годах член Кашинского окружного суда, в 1870—1874 годах товарищ председателя Смоленского окружного суда, в 1874—1884 годах председатель Кишинёвского окружного суда, в 1884—1889 годах Варшавского окружного суда, в 1889—1894 годах старший председатель Саратовской судебной палаты.
В 1894 году назначен сенатором. В 1894 и 1895—1903 годах присутствующий в Уголовном кассационном департаменте, 7.12.1894—18.01.1895 в Гражданском кассационном департаменте, с 1903 года присутствующий в Первом Общем собрании Сената.
Действительный статский советник (1.01.1882), тайный советник (28.11
1894).

## Награды
- Орден Святого Владимира 3-й ст. (1879)
- Орден Святого Станислава 1-й ст.  (1885)
- Орден Святой Анны 1-й ст. (1889)
- Орден Святого Владимира 2-й ст. (1893)
- Орден Белого орла (1901)
- Орден Святого Александра Невского (17.05.1910)

Медали и знаки:
- Медаль «В память царствования императора Александра III» (1896)
- Медаль «В память коронации Императора Николая II» (1896)
- Знак Красного Креста
- Высочайшая благодарность (1911)
- Знак «В память 200-летия Правительствующего Сената» (1911)
- Медаль «В память 300-летия царствования дома Романовых» (1913)
- Знак в память 50-летия земских учреждений (1914)

Иностранные:
- Орден Такова 2-й ст. (1881)